# Guddu (Pakistan)
Guddu (en ourdou : گڈو) est une ville pakistanaise située dans le district de Kashmore, dans le nord de la province du Sind. C'est le quatrième plus grande ville du district. Elle est située à moins de vingt kilomètres à l'est de Kashmore, le chef-lieu du district.
La population de la ville a peu évolué entre 1998 et 2017, passant de 24 028 habitants à 24 516. Sur cette période, la croissance annuelle moyenne s'affiche à 0,1 %, bien inférieure à la moyenne nationale de 2,4 %.
|            | 1998 (rec.) | 2017 (rec.) |
| ---------- | ----------- | ----------- |
| Population | 24 028      | 24 516      |